# Luis María Solaun
Luis María Calixto de Solaun e Ygartua (Plentzia, Vizcaya, 14 de agosto de 1893 - Bilbao, 19 de enero de 1980) fue un jugador de fútbol que jugó de defensa en el Athletic Club. 

## Biografía
El 17 de marzo de 1913 debutó con el Athletic Club en un encuentro de Copa ante el Real Madrid, donde también debutó Pichichi. El 21 de agosto fue titular en el primer partido disputado en San Mamés ante el Racing de Irún.
Rápidamente formó con Luis Hurtado, una de las líneas defensivas más férreas y seguras de la época proclamándose tres años consecutivos campeón de la Copa del Rey. Solaun destacó por su velocidad en los cruces y su buen toque de balón.
Permaneció en el Athletic Club hasta 1923, aunque su último encuentro oficial data del 3 de abril de 1917.

## Clubes
| Club          | País   | Año       |
| ------------- | ------ | --------- |
| Athletic Club | España | 1912-1923 |

## Palmarés

### Campeonatos regionales
| Título                         | Club          | País   | Año  |
| ------------------------------ | ------------- | ------ | ---- |
| Campeonato del Norte           | Athletic Club | España | 1914 |
| Campeonato del Norte           | Athletic Club | España | 1915 |
| Campeonato del Norte           | Athletic Club | España | 1916 |
| Campeonato del Norte           | Athletic Club | España | 1920 |
| Campeonato del Norte           | Athletic Club | España | 1921 |
| Campeonato Regional de Vizcaya | Athletic Club | España | 1923 |

### Campeonatos nacionales
| Título       | Club          | País   | Año  |
| ------------ | ------------- | ------ | ---- |
| Copa del Rey | Athletic Club | España | 1914 |
| Copa del Rey | Athletic Club | España | 1915 |
| Copa del Rey | Athletic Club | España | 1916 |
| Copa del Rey | Athletic Club | España | 1921 |
| Copa del Rey | Athletic Club | España | 1923 |